# Zámor Ferenc
 Zámor Ferenc (Bazin, 1877. október 14. –Budapest, 1960. június 11.) gépészmérnök, a Ganz vagongyár igazgatója, az Árpád sínautóbusz tervezésének irányítója.

## Életpályája
Zsabokrszky Ferenc jogász, később a pécsi ítélőtábla bírája (1843-1942) és Stéger Terézia házasságából született. Nyolc testvére volt. Iskoláit Pozsonyban, Budapesten, majd Pécsett végezte. 1896-ban a budapesti műegyetemre iratkozott be. A Műegyetemi Futball Club tagjaként Bécsben, Grazban, Prágában is játszott mérkőzéseket. Egyetemi évei alatt egy ideig dolgozott a Ganz gyár vagonosztályán. 1901-ben szerzett gépészmérnöki oklevelet. Ezután tanulmányúton vett részt, Szombathely, Szentgotthárd, Graz, Semmering, Ternitz, Baden, Bécs, Győr fontosabb gyárait tanulmányozta. 1901. október 1-én kötelező katonai szolgálatra vonult be, 1902-ben tette le a tartalékos tiszti vizsgát. Ezután változtatta nevét Zámor-ra. 1902 őszén lépett be a Ganz-gyár motorosztályára, majd hamarosan a vagonosztályra került át. 1903-ban Bécsben tett tanulmányutat. 1906-ban a vagonszerkesztés főnökévé nevezték ki, 1909-ben kapta meg a főmérnöki címet. Zámor Ferenc és néhány társa kezdték a vagontervezést és szerkesztést elméleti alapokra helyezni Magyarországon.
1905-ben megnősült. Felesége, Rédey Erzsébet, Rédey Tivadar nővére volt. Házasságukból egy leány született, Magda, aki 1929-ben Dr. Györgyi Géza orvos, radiológus felesége lett.
1914-ben, az I. világháborúban tartalékos hadnagyként katonának hívták be, 1915 tavaszán Przemyśl elestekor orosz hadifogságba esett, Szibériába, a krasznojarszki fogolytáborba vitték, a Jenyiszej folyó partján. A fogság idején asztalosműhelyt szervezett társaival, kisebb tárgyak, pl. képkeretek készítésével és eladásával tettek szert jövedelemre. Nyelvtanulással, testedzéssel, rendszeres sétával, úszással is igyekezett a fogságot elviselhetővé tenni. 1921-ben a fogságból megszökve sikerült hazajutnia.
A Ganz-gyárba visszatérve Zámor Ferenc a vagonosztályon a tervezés, és az értékesítés vezetője lett. A gyár az ő vezetésével tervezett Európában először szegecselt, majd hegesztett, teljesen acélvázas személykocsikat. 1923-26 között Hollandiába szállítottak középbejárós, motoros villamos kocsikat és pótkocsikat. Jelentős felismerése volt, hogy a vasúti mellékvonalakon a gőzvontatásról a belsőégésű motorokkal rendelkező motorkocsi-közlekedésre való áttérés számottevő megtakarítást jelent a vasúttársaságoknak. 1925-ben nevezték ki igazgatóhelyettesnek, majd 1928-ban igazgatónak.
1927-ben és 1928-ban svájci utazásán tanulmányozta a fogaskerekű vasutakat. Ennek alapján a budapesti Fogaskerekű Vasút 1929-ben villamosított vonalára a Budapest Székesfővárosi Közlekedési Részvénytársaság (BSzKRT) számára a Ganz gyár svájci együttműködésben gyártotta az új szerelvényeket. 
1928-ban jelent meg az első, Jendrassik György által tervezett Ganz-Jendrassik Diesel-motor a magyar vasúti közlekedésben, 1932-től kezdve már csak ilyen motorokkal készültek a motorkocsik.
Zámor Ferenc fontos felismerése volt, hogy a Jendrassik-motor nem túl nagy teljesítménye miatt a motorkocsi vázát lehetőleg minél könnyebbre kell tervezni. 1933-ban, a gazdasági világválság idején, amikor a Ganz vagongyár rendelésállománya igen csekély volt, kezdeményezte Zámor Ferenc a – később Árpád sínautóbusz névre elnevezett – motorkocsi tervezését. Ezt a Ganz-gyár saját kockázatára építette meg, számos új műszaki megoldással.

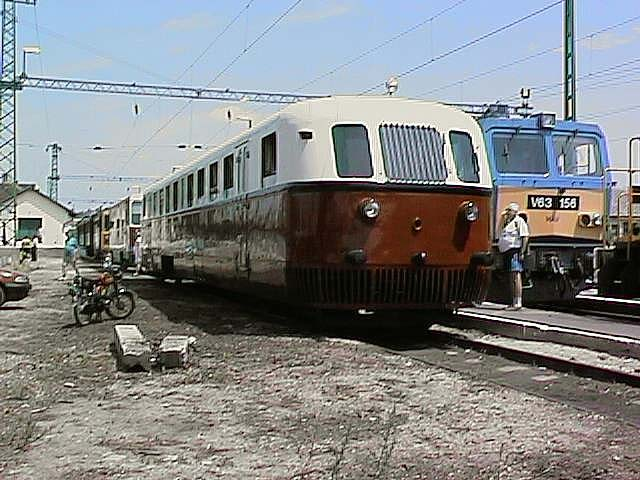
Árpád sínautóbusz

Az Árpád sínautóbusz tervezésében Baránszky-Jób Imre és Lehel Viktor voltak közeli munkatársai, a formatervező Szablya-Frischauf Ferenc, az Iparművészeti Iskola tanára volt. 1934. június 4-én már sor került a vonat első próbaútjára. 1937-ben a párizsi világkiállítás magyar pavilonjában kiállították az Árpád sínautóbusz makettjét.
A Ganz gyár az 1930-as években több európai vasúttársaság vonalain sikerrel mutatta be az új motorvonatot, így Ausztriában, Lengyelországban, Jugoszláviában, Csehszlovákiában, Bulgáriában. A bemutató utakat hamarosan jelentős megrendelések követték. Zámor Ferenc 1934 ben kétszer is Egyiptomba utazott az export-megrendelések ügyében. 1937-ben már futottak a Ganz-motorvonatok Egyiptomban. 1935-ben Spanyolországtól kapott a gyár motorvonat-megrendeléseket. Számos más ország, így Olaszország, Lengyelország, Belgium, India, Rhodesia és más országok rendeltek Ganz-motorkocsikat. Ezen kívül több ország üzemei licenciákat vásárolták a Ganz-gyártól, elsősorban a elsősorban a Ganz-Jendrassik motorokra, így többek között a román Malaxa, az angol Metropolitan-Vickers és Metropolitan-Cammell.

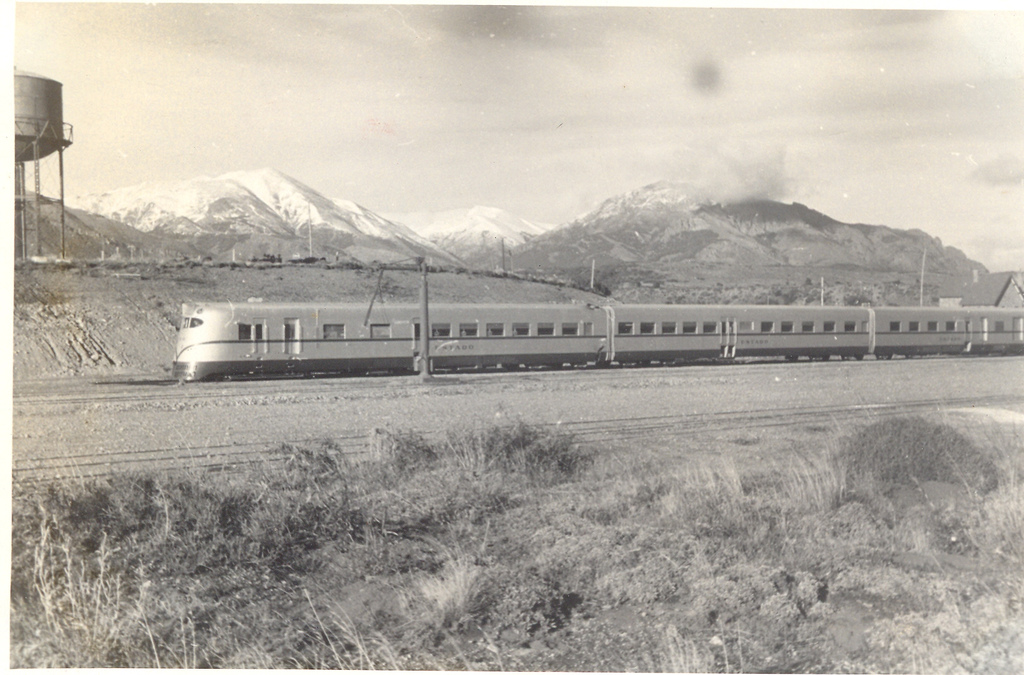
Ganz motorvonat Argentínában Bariloche közelében, háttérben az Andok

A legjelentősebb export-sikert az argentin vasutaktól érkező megrendelések hozták. 1935-ben a Ganz-gyár elnyerte az argentin vasutak által kiírt pályázatot, ettől kezdve számos motorvonatot szállított Argentínába, különböző nyomtávú pályákra. 1938-39-ben Zámor Ferenc a Ganz-gyár delegációjával egy félévig Argentínában tartózkodott, a gyár képviseletének rendezése, valamint további megrendelések előkészítése ügyében. A Ganz-gyár Kolumbiától, valamint Dél-Afrikától is kapott motorvonat-megrendeléseket. Ezeket a megrendeléseket, valamint az argentin szállítások egy részét a II. világháború kitörése miatt a Ganz-gyár már csak részben tudta teljesíteni.

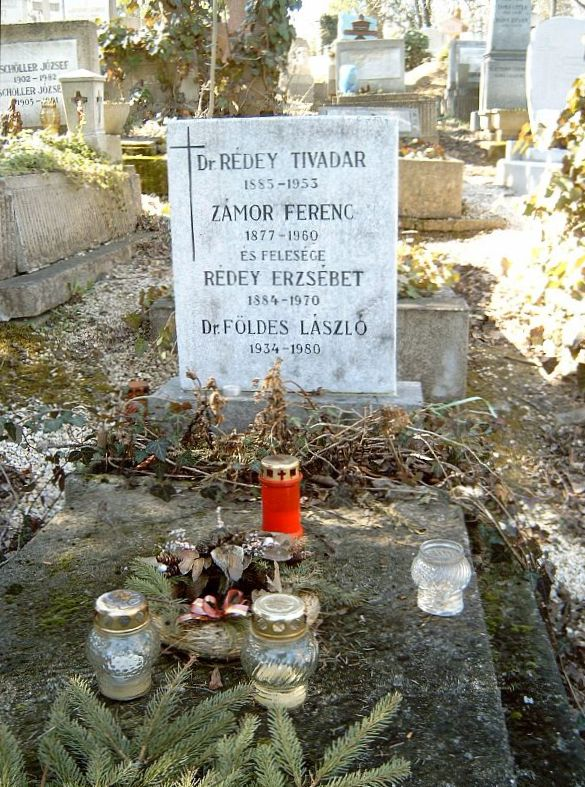
Zámor Ferenc sírja Budapesten. Farkasréti temető: 21/2-1-78

A Ganz-gyár export-sikereinek jelentős tényezője volt, hogy a motorkocsik minden részletét a Ganz-gyár tervezte, gyártotta, így a megrendelővel szemben mindenre kiterjedő felelősséget és jótállást tudott vállalni. Ugyancsak fontos összetevő volt, hogy a megrendelő helyszínein a gyár kiépítette a tartalék- és pótalkatrészek raktárait és szerviz-műhelyeit, ahol a Ganz-gyár mérnökei és szerelői dolgoztak. Így biztosítani tudták az állandó készenlétet, a felmerülő problémák gyors elhárításának lehetőségét.
1942-ben a Ganz gyárban megünnepelték Zámor Ferenc gyárba való belépésének 40. évfordulóját. 1945-ben nyugdíjazták. 1948-tól egy ideig a Ganz-gyárban volt műszaki tanácsadó, majd 1950-54 között a Földalatti Gyorsvasút tervezőirodájában vállalt állást. 1954-57 között a MÁV Tervező Intézetben dolgozott, innen vonult végleg nyugdíjba. Az 1950-es években megírta a Ganz-gyár motorkocsi-gyártmányainak történetét. 1960-ban infarktusban hunyt el.

## Találmányai és szabadalmai
- I. Teljesen saját találmányai:

(A szabadalom tulajdonosa a Ganz-gyár volt, a bejelentés is a gyár nevén történt. Baránszky Jób Imre tanulmánya szerint egyértelműen megállapítható, hogy az alábbi szabadalmak Zámor Ferenc találmányain alapulnak.)
- 90163. V/b. sz. (1930. VIII. 16. bejelentés napja: 1924. X. 7.) Hordrugó felfüggesztés vasúti járművekhez.
- 87363. V/b/l. sz. (1931. márc. 16. Bejelentés napja: 1922. okt. 13.) Vasvázas vasúti kocsi.
- 112227. V/b. szám. (1935. V. 15. Bejelentés napja: 1934. július 26.) Forgóváz vasúti járművekhez.
- 112228. V/b. sz. (1935. V. 15. Bejelentés napja: 1934. VII. 30.) Csapágytok vezeték vasúti járművek beálló golyós csapágyaihoz.
- II. Az alábbi találmányokkal kapcsolatban nem lehet teljes biztonsággal állítani, hogy teljesen Zámor Ferenc találmányai, hanem mások is közreműködtek ezek kidolgozásában:
- 88771. V/b. sz. (1930. X. 1., Bejelentés napja: 1922. IX. 14.) Lemezből sajtolt egyrészű csapágytok.
- 112246 V/b. sz. (1935. VI. 1., Bejelentés napja: 1934. VII. 26.) Forgóváz vasúti járművekhez.
- III. Nem sikerült az alábbi szabadalmi bejelentés sorsáról biztosat megtudni. Ezt a szabadalmat is a Ganz-gyár jelentette be, de teljesen Zámor Ferenc találmánya:
- G. 7781/1935. sz. bejelentés: Önműködő kapcsoló berendezés időszakos üzemekhez.